# Creme de camarão
Creme de camarão é uma sopa de camarão engrossada com farinha ou outro espessante. Na receita portuguesa, da região de Estremadura, o camarão cozido é transformado em puré e à parte faz-se um refogado com cebola e tomate, engrossa-se com farinha torrada e junta-se o puré de camarão. 